# Antic Molí de Campdevànol
L'Antic Molí és una antiga instal·lació industrial al nucli de Campdevànol (Ripollès) catalogat a l'Inventari del Patrimoni Arquitectònic de Catalunya.
Antic edifici d'habitatges que ha quedat integrat al nucli central del poble i que conté un molí d'aigua. Aquest tipus de molins, tan lligats a la tradició de les fargues de la comarca, és un dels pocs exemples que en queden i, per tant, té un gran interès històric, cultural i pedagògic.